# Carly Wopat
Carly Wopat est une joueuse de volley-ball américaine née le 13 octobre 1992 à Santa Barbara (Californie). Elle mesure 1,88 m et joue au poste de centrale. Elle totalise 13 sélections en équipe des États-Unis.

## Clubs
| Club                  | De        | À         |
| --------------------- | --------- | --------- |
| Stanford University   | 2010-2011 | 2012-2013 |
| Racing Club de Cannes | 2014-2015 | 2014-2015 |
| Halkbank Ankara       | 2015-2016 | 2015-2016 |
| Toray Arrows          | 2016-2017 | …         |

## Palmarès

### Équipe nationale
- Championnat d'Amérique du Nord des moins de 18 ans
  - Vainqueur : 2008.
- Championnat d'Amérique du Nord des moins de 20 ans
  - Vainqueur : 2010.

### Clubs
- Championnat de France
  - Vainqueur : 2015.
- Coupe de France
  - Finaliste : 2015.